# 天野山カントリークラブ
天野山カントリークラブ（あまのさんカントリークラブ）は、大阪府堺市南区別所に広がるゴルフ場である。

## 概要
天野山金剛寺は、1963年（昭和38年）、河内長野の観光開発のために寺領を解放した。「天野山カントリークラブ」の計画は、大阪服装雑貨配給組合の井山慶次郎が提出した提案である。天野山カントリークラブ新設計画は、ゴルフ場を建設し、隣接して高級別荘地、各種スポーツランドを造る構想だった。
1963年（昭和38年）7月、新たなゴルフ場建設に向け母体会社「大和開発観光株式会社」を設立、社長には井山慶次郎が就任した。役員には、大森智辯尊女、辯天宗官長も加わった。1964年（昭和39年）2月、「天野山カントリークラブ」を設立、コース設計を町田義雄に依頼、設計監修を杉原輝雄に依頼した。町田は、数少ないチャールズ・ヒュー・アリソンの影響を受けコース設計家で、「東京ゴルフ倶楽部・朝霞コース」で詳細設計を担当した経験がある。
1966年（昭和41年）7月3日、18ホールのゴルフ場が開場された。1987年（昭和62年）7月、東コース9ホールを増設。ゴルフ場は、チャンピオンコース36ホールの同一敷地内に、「天野山パブリックゴルフ場」のショートコース20ホールがある、通常は2ホールをクローズして18ホールでプレーするようになっている。
日本のプロゴルフメジャー大会の1つ、日本プロゴルフ協会主催競技でもあり、日本選手権大会に相当する、日本プロゴルフ選手権大会などの大会開催の実績がある。

## 所在地
〒590-0135 大阪府堺市南区別所1549-46番地

## コース情報
- 開場日 - 1966年7月3日
- 設計者 - 杉原輝雄
- 面積 - 1,550,000m2（約46.8万坪）
- コースタイプ - 丘陵コース
- コース - 36ホールズ、パー144、13,191ヤード、コースレート 南・東コース70.3、東・北コース71.1 、北・西コース72.4、西・南コース71.6、南・北コース71.4、東・西コース71.3
- グリーン - 2グリーン、ベント（ペンクロス）
- フェアウエイ - コーライ
- ラフ - ノシバ
- プレースタイル - 歩き(手引きカート)、全組セルフプレー
- 練習場 - 100打席 250ヤード
- 休場日 - 毎週月曜日、12月31日、1月1日[4][5]

## クラブ情報
- ハウス面積 - 5,389m2（1,630坪）
- ハウス設計 - 日野 秀雄
- ハウス施工 - 株式会社大和興産[4][5]

## ギャラリー
- コース - 「天野山カントリークラブ」、各コースの紹介
- ハウス - 「天野山カントリークラブ」、施設案内

## 交通アクセス
鉄道
- 河内長野駅（南海高野線・近鉄長野線）よりクラブカー利用 約15分
- 泉ケ丘駅（南海泉北線）よりクラブカー利用 約20分

道路
- 阪和自動車道 - 松原JCTより 1.5km
- 西名阪自動車道 - 藤井寺IC
- 阪神高速4号湾岸線 - 助松JCTより 1.5km[6]

## メジャー選手権
- 1990年（平成2年） - 第58回 日本プロゴルフ選手権大会開催[7]

## エピソード
- 河内長野には名刹がある、南北朝時代には南朝の行在所（亡命先）となった所である[8]。
- 真言宗御室派大本山天野山金剛寺は、400年前、聖武帝の勅願で僧行基が開いた[8]。
- クラブハウスは、敷地11,562平方メートル、建坪1,800坪、5棟平屋建てで、奈良の寺陵瓦10万枚をした入母屋式の本瓦葺で、円形の柱の伝統的な和風建築である[8]。

## 関連文献
- 『ゴルフ場ガイド 西版』2006-2007、「天野山カントリークラブ（大阪府）」、東京 ゴルフダイジェスト社、2006年5月、2020年9月25日閲覧
- 『月刊ゴルフマネジメント』、「ゴルフ倶楽部を考える(293回)天野山カントリークラブの建設」、井上勝純著、東京 一季出版、2010年9月、2020年9月25日閲覧
- 『美しい日本のゴルフコース BEAUTIFUL GOLF CULTURE IN JAPAN 日本のゴルフ110年記念 ゴルフは日本の新しい伝統文化である』、ゴルフダイジェスト社「美しい日本のゴルフコース」編纂委員会編、「天野山カントリークラブ」、東京 ゴルフダイジェスト社、2013年12月、2020年9月25日閲覧